# Буксир
Букси́р (бугси́р, букши́р, букси́рное су́дно, от нидерл. boegseeren [buxˈseːrə(n)] — «тянуть») — обширная категория судов, предназначенных для буксировки и кантовки других судов или различных плавучих сооружений. Помимо транспортировки, используют для обеспечения безопасного маневрирования крупных судов на сложных участках водного пути, в портах и гаванях, а также при противоаварийных и спасательных операциях.
Буксиры применяют на всех видах водных путей и эксплуатируют в водных бассейнах многих стран мира. Обычно, это суда небольшого или среднего размера, конструкция которых может значительно отличаться в зависимости от назначения и района плавания. Буксиры относят к судам вспомогательного флота; по численности они превосходят остальные виды вспомогательных судов.

## Особенности буксиров
От других судов буксиры отличает высокая удельная мощность, хорошая манёвренность, повышенная прочность корпуса и остойчивость, наличие на борту специальных устройств для буксировки и толкания.
Буксирное устройство обычно расположено вблизи центра тяжести, чтобы буксир мог маневрировать при натяжении буксирного каната. Буксирный гак, за который цепляют канат, закреплён на буксирной дуге, позволяющей ему свободно перемещаться с борта на борт. Так как буксиры часто работают с объектами большой массы, имеющими значительные силы инерции, а поперечное натяжение или рывки буксирного каната могут привести к оверкилю буксира, буксирный гак оснащают устройством быстрого дистанционного сброса каната и амортизирующими приспособлениями. Для этой же цели буксирные лебёдки оснащают устройствами стравливания троса при чрезмерном натяжении.
Ходовую рубку буксира часто делают на большой высоте и имеет улучшенное остекление, обеспечивая круговой обзор а также обзор вверх, необходимый для обслуживания высокобортных судов. На некоторых буксирах-толкачах рубка может подниматься и опускаться, это облегчает обзор выше расположенного на баржах груза и одновременно обеспечивает свободный проход под мостами. Буксиры-кантовщики имеют увеличенные эластичные отбойные и кранцевые устройства для смягчения ударов при соприкосновении с бортами других судов.
В отличие от прочих видов судов для буксира одной из важнейших характеристик является не скорость, а тяга или упор, то есть сила, с которой он может воздействовать на передвигаемое судно. Чтобы получить высокий КПД двигателя в таком режиме работы требуются большие гребные винты, способные отбрасывать значительную массу воды с относительно невысокой скоростью, поэтому отличительной чертой морских буксиров является то, что при небольших размерах они имеют глубокую осадку. Последнее необходимо также для того, чтобы во время транспортировки высокобортных судов (особенно в узких местах, где суда связаны короткими тросами) гребные винты не оголялись, а постоянно оставались под водой.

## Классификация
Как и все суда, буксиры подразделяют по району плавания. Существуют океанские, морские, смешанного плавания река-море, прибрежного плавания, рейдовые, портовые, а также для плавания во внутренних водах, речные и озёрные, предназначенные для эксплуатации в обычных или ледовых условиях. Более детально районы плавания указаны в различных классификационных документах, которые могут различаться в разных странах. Район плавания в значительной мере определяет конструктивные особенности буксиров, их размеры, мореходность, автономность, оснащение связным и навигационным оборудованием.
По назначению буксиры делят на:
- Линейные — обслуживающие достаточно протяжённые линии и буксирующие по ним несамоходные суда (баржи), плоты и другие плавучие сооружения
- Портовые или рейдовые буксиры-кантовщики — обслуживающие порты и рейды
- Буксиры-толкачи — предназначенные для транспортировки барж методом толкания
- Буксиры-спасатели — предназначенные для оказания помощи аварийным и терпящим бедствие судам
- Эскортные — для эскортирования и проводки крупнотоннажных судов
- Шлюзовые — обслуживающие шлюзы
- Буксиры-плотоводы — для проводки плотов по рекам
- Пожарные буксиры — предназначенные для тушения пожаров, и другие

Буксиры не всегда делят узкоспециализированно по своему назначению и часто могут выполнять несколько функций. Например, портовые и рейдовые буксиры имеют на борту дополнительные средства спасения и пожаротушения, и способны выполнять в порту функции буксиров-спасателей, а эскортные буксиры выполнять работу буксиров-кантовщиков.
По типу главного двигателя буксиры в настоящее время относят к классу теплоходов, обычно используют 1 или 2 дизеля. На первых буксирах (буксирных пароходах) широко применяли паровые машины. Выпуск буксирных пароходов продолжали до 1950-х годов; в Российской империи и Советском Союзе их относили к типу БПК — Буксир Паровой Колёсный.
По типу движителя буксиры могут быть одновинтовые, двухвинтовые, с обычными винтами или винтами регулируемого шага (ВРШ), с винторулевыми колонками (азимутальные), с крыльчатыми или водомётными движителями. Для получения хороших тяговых характеристик на буксиры стремятся устанавливать гребные винты относительно большого диаметра, а также применять кольцевые направляющие насадки, двухвинтовая схема, кроме того, позволяет значительно улучшить манёвренность, с этими же целями насадки нередко делают поворачивающимися в горизонтальной плоскости. Винты регулируемого шага позволяют ещё более повысить эффективность работы на разных скоростных режимах, а также дают возможность производить быстрый реверс тяги без изменения направления вращения, это свойство также полезно и при работе в ледовых условиях. Там где манёвренные качества особенно важны, например на буксирах-кантовщиках, в настоящее время часто применяют винторулевые колонки или реже крыльчатые движители, такие буксиры способны двигаться лагом (боком) и создавать упор в боковом направлении. Водомётные движители иногда применяют на речных буксирах, они позволяют сделать судно с малой осадкой и гладким днищем, что удобно для работы на мелководье.
Иногда, по аналогии с англоязычной классификацией, буксиры делят на 2 группы: конвенционные — с традиционным валовинтовым комплексом и буксиры тракторного типа, к которым относят азимутальные (оснащённые винторулевыми колонками) и войт-шнайдер тип (оснащённые крыльчатыми движителями).
Ранее, в качестве движителя на буксирах широко применяли гребные колёса. При работе на предельном мелководье гребное колесо по эффективности превосходит остальные типы движителей, однако оно плохо работает при сильном волнении, а на буксирах создаёт проблемы из-за своих габаритов, и сейчас вытеснено гребными винтами и водомётами. Одни из последних серийных колёсных буксиров (серия БТК) разрабатывались и строились в СССР с 1954-го по 1990 годы для Лены, Иртыша и других сибирских рек. В 1991 году построен новый заднеколёсный буксир проекта 81470 Новосибирского филиал НПО «Судостроение», оставшийся в единственном экземпляре. Несмотря на ограниченное применение проекты колёсных буксиров для малых рек разрабатывают и в настоящее время.

## Основные типы буксирных судов

### Буксир-кантовщик
Самым многочисленным видом буксиров являются буксиры-кантовщики, их используют во всех оживлённых портах в гаванях и на верфях, где используют для обеспечения швартовки, транспортировки, околки льда, и прочей работы, в крупных портах их количество исчисляют десятками. Иногда делят на портовые и рейдовые. Рейдовый буксир-кантовщик несколько больше по размерам, мощности и оснащён оборудованием, позволяющим работать на рейдах с удалением от берега. Типичный буксир-кантовщик имеет сравнительно небольшие размеры, водоизмещение обычно не превышает 400 тонн, мощность от 200 до 2000 л. с., скорость 10-15 узлов, автономность плавания — небольшая, так как все задачи выполняют в прибрежной зоне, экипаж буксира 2-4 человека.  Как правило буксиры-кантовщики производят большими сериями (десятки и сотни штук) на специализированных судостроительных заводах.
Альтернативой использования буксиров-кантовщиков может служить оснащение судов подруливающими устройствами, которые обычно устанавливают на носу и корме и позволяют швартоваться самостоятельно, это экономически оправдано в районах с неразвитой портовой инфраструктурой, например на Крайнем Севере.

### Морские линейные и многоцелевые буксиры
Линейные буксиры приспособлены для ведения регулярных транспортных буксировок на значительные расстояния. Это могут быть баржи, плавучие буровые комплексы, недостроенные или неисправные суда и другое. Типичным представителем малых линейных буксиров, может служить тип МБ-КАГУЛ имеющий мощность 1040 КВТ. Более крупные линейные буксиры могут иметь мощность более тысячи л.с. В связи с развитием на морях самоходного грузового флота, потребность в морских линейных буксирах — очень небольшая и в настоящее время их функции часто выполняют многоцелевые буксиры, занимающие промежуточное положение между портовыми буксирами-кантовщиками и буксирами спасателями. Обычно это суда длиной 29-45 м, мощностью 1500-3000 л.с. и скоростью до 14 узлов, имеющие большую автономность и более многочисленный, чем на буксирах-кантовщиках, экипаж. Как правило, помимо буксировочных устройств, их оборудуют мощной противопожарной системой для тушения пожаров на других судах, грузовыми приспособлениями и небольшими трюмами для перевозки грузов, в северных морях могут выполнять роль небольшого ледокола.

### Буксир-спасатель
Самыми крупными из класса буксиров являются океанские буксиры-спасатели. Это многофункциональные суда, с большой автономностью и неограниченным районом плавания, оснащённые различным оборудованием, позволяющим вести поиск и спасение судов и людей в открытом море, оказывать медицинскую помощь, тушить пожары, осуществлять ремонтные и водолазные работы, подавать на другие объекты тепло и электроэнергию, собирать нефтепродукты и тому подобное. Один из крупнейших буксиров-спасателей типа «Фотий Крылов» (проект Р-5757) при длине чуть менее 100 метров имеет водоизмещении 5250 тонн, мощность энергетической установки более 20000 л. с. и скорость хода 18,2 узла. Подобные суда выпускают малыми сериями, более многочисленны морские буксиры-спасатели, которые имеют аналогичное оснащение, но в 2—3 раза меньшие размеры. Помимо спасательных работ буксир-спасатель выполняет обыкновенные буксировочные операции, сопровождает другие суда, либо патрулирует различные районы океана.

### Толкач и буксир-толкач
Во внутренних водах, на реках, водохранилищах и озёрах в настоящее время широко распространены толкачи-буксиры и толкачи. В настоящее время они перевозят около половины всех грузов на внутренних водных путях. Толкачи приспособлены для транспортировки несамоходных судов: барж, секций, лихтеров методом толкания, для этого в носовой части толкача и в кормовой части баржи предусматривают специальные упоры и сцепы. Толкач может одновременно толкать несколько барж, из которых формируют состав. Толкачи-буксиры, в отличие от толкачей, имеют также приспособления и для буксировки. Мощность толкачей и толкачей-буксиров варьируется в диапазоне от 100 до 10000 л. с. в зависимости от характеристик водного пути, грузоподъёмности толкаемых составов, под которые они рассчитаны, специализации (линейные, шлюзовые, рейдовые). Особенностью многих толкачей является их относительно небольшие габариты при высокой мощности двигателя. Нередко буксиры-толкачи могут использовать максимальную мощность, только находясь в сцепке с составом; при буксировке мощность ограничивают из-за недостаточной остойчивости одиночного буксира. Для обслуживания шлюзов и проводки через них несамоходных судов существуют специальные шлюзовые толкачи-буксиры с высокой манёвренностью. Чтобы такой буксир не занимал в шлюзе много места их делают минимально возможных габаритов.
Метод толкания имеет ряд преимуществ перед традиционной буксировкой и экономически — более эффективен на 20-30%, это объясняется тем, что струя от гребных винтов толкача, не ударяется в буксируемую баржу и не тормозит движение, не вызывая потерь мощности. Кроме того, толкаемый состав компактнее за счет жесткой сцепки с толкачом, но хуже контролируем на поворотах рек, при боковом ветре или сложных течениях. Наиболее хорошо флот толкачей развит в США, где их используют с середины XIX века, и в бассейнах рек Азиатской части России, где несут на себе почти 100 % грузооборота. На реках Европы и СССР массовый переход от традиционных буксиров к толкачам начали в 1950-х годах и сейчас по грузообороту буксирные перевозки здесь конкурируют с традиционными речными транспортными судами и судами типа «река-море». На море метод толкания используют реже, чем на реках и в основном в прибрежном плавании, так как в мореходности и в скорости толкаемые составы значительно проигрывают морским судам.
Распространены несколько видов упорно-сцепных устройств толкачей. В традиционном двухопорно-вожжевом сцепе учалка баржи и буксира осуществляют при помощи канатов, в автоматических сцепных устройствах горизонтальную или вертикальную Т-образную балку на барже захватывает сцепное устройство толкача с электро-, гидро- или пневмоприводом.
В СССР для толкачей и барж были разработаны и внедрены автоматические унифицированные сцепные устройства. На реках Европейской части применяют автосцепы типов Р-10, Р-20, Р-100, О-150 и др. с вертикальной центральной балкой на барже, которую толкач захватывает сцепным замком, представляющим собой 2 клешни на вертикальных осях. Автосцепы «Р» делят на 2 типа - «А», для барж до 1000 тонн и толкачей до 300 л.с. и «Б» для более мощных и тяжёлых составов. На реках Сибири и Дальнего Востока распространены автосцепы типов УДР (УДР-10, УДР-20 и т.д) с горизонтальной балкой в верхней части баржи, на которую надвигаются 2 замка толкача. Цифра в обозначении указывает на номинальную нагрузку автосцепа в тоннах.
Среди толкачей-буксиров много универсальных судов разного назначения, габаритов и мощности.

### Буксир-плотовод
Специализированный буксир для лесосплава и проводки плотов по рекам. Как правило имеет малую осадку, повышенную прочность корпуса, усиленную защиту винто-рулевого устройства от плавающих предметов и специально приспособленные буксировочные приспособления. В надстройке предусмотрены жилые помещения как для команды, так и для лиц сопровождающих плоты.

## История

### Появление буксирных судов
Буксиры возникли одними из первых среди механических судов, ибо проблема в движении парусников в штилевую погоду, безопасное маневрирование в районе портов и гаваней, а также перемещение грузов против течения рек не находила эффективно решения другими способами.
В 1736 году англичанин Джонотан Гулльс, построил одно из первых паровых судов — прообраз портового буксира, который назвал «машиной для буксировки судов в гавани и из гаваней, портов или рек, против ветра, прилива или в штилевую погоду». Гребное колесо буксира Гулльса располагалось за кормовым транцем и приводилось в движение ременной передачей через шкивы, укреплённые на осях пароатмосферной машины. Из-за малой мощности и низкой надёжности паровых двигателей того времени эксперимент не дал положительного результата и дальнейшего развития не получил, но в 1737 году Гулльс написал книгу о своём судне и благодаря этому остался в истории. Также этот факт говорит о том, что одно из первых в мире паровых судов было буксиром. Массовая постройка морских портовых буксиров началась значительно позднее, с 1850 года, когда английский буксир «Виктория» впервые показал успешную работу по вводу и выводу из портов больших морских судов.
Транспортировка судов вверх по рекам издавна осуществляли вручную при помощи бурлацкой тяги. Первые речные буксиры, появившиеся в начале XIX века, из-за малой мощности, не могли выполнять такую работу. Вначале их заменили, так называемые, «машинные суда» кабестаны и туеры, применявшие для буксировки принцип ворота, это позволило получить максимальный пропульсивный коэффициент и использовать относительно маломощный двигатель, доведя нагрузку до 40 тонн на каждую лошадиную силу. Паровая машина кабестана мощностью от 80 до 240 л. с. приводила в движение вертикальный ворот-кабестан, наматывающий длинный якорный канат, за счёт этого производилось движение. Якорей было 2, и они попеременно завозились на 1-1,5 км вверх по течению одним или двумя небольшими «пароходами-забежками», когда канат наматывали на ворот, второй разматывали и завозили вместе с якорем вперёд, это обеспечивало непрерывное движение со скоростью около 3 км/ч. Подобное судно могло буксировать караван барж с грузом до 8000 тонн, но средняя скорость оставалась низкой. Реже применяли суда-туеры, которые двигались, перематывая, за счёт паровой тяги, специально проложенную вдоль дна реки цепь, их скорость была чуть выше — до 5 км/ч. На участках с быстрым течением туеры работают и в настоящее время, например на Казачинском пороге Енисея.

### Буксиры до Первой мировой войны
Речное буксиростроение в России начало бурно развиваться в последней четверти XIX века, на Волге и Каме. В бассейнах этих рек работали крупнейшие по тому времени речные буксиры: «Волга» (1846 г., 500 л. с.), «Геркулес» и «Самсон» (1848 г., 920 л. с.), «Самара» (1987 г., 1100 л. с.). В 1889 году был построен рекордный буксир «Редедя князь Косожский» (в советское время «Степан Разин») с четырёхцилиндровой машиной в 2000 л. с., который работал до 1958 года. По назначению это были линейные буксиры, их пропульсивный комплекс состоял из паровой машины и гребных колёс, метод транспортировки — буксировка за кормой каравана барж, который мог быть длиной до километра.. В 1906—1910 годы в России появились первые дизельные буксиры мощностью 600 и 800 л. с., однако основную массу составляли паровые суда.
В 1864 году русский судовладелец Михаил Осипович Бритнев приспособил носовую оконечность буксира Пайлот для ломки льда, создав ледокольное судно, которое эксплуатировали в Кронштадте с 1864 по 1890 годы и послужило прообразом первых ледоколов.
Своеобразным путём начали развивать буксиростроение в США, где первые буксирные суда появились на реке Мононгахила (приток Огайо). Уже с 1850-х годов транспортировка барж начали осуществлять методом толкания, который оказался более эффективен и единым типом американского линейного буксира стал паровой заднеколёсный толкач, даже большая часть рейдово-маневровых судов состояла из толкачей. К концу XIX века мощность толкачей на Миссисипи достигла 800 л. с.
В 1892 году буксирами впервые проведена сложная морская буксировка трёх барж между портами на расстояние 350 миль, а в 1896 году 2 буксира впервые совершили транспортировку плавучего дока через Атлантический океан.

### Буксиры в XX веке
После первой мировой войны паровые машины на буксирах начинают вытесняться дизельными энергетическими установками. В 1939 году в Англии построен первый дизель-электрический буксир мощностью 600 л. с. В это же время выделяют в отдельный архитектурно-конструктивный тип океанский буксир-спасатель и портовый буксир-кантовщик. К 1940-м годам окончательно отрабатывают тип американского буксира-толкача, на котором также стали применять дизельные двигатели и гребные винты в насадках.
Эра буксиров-толкачей в СССР начали с их опытной эксплуатации на Днепре и Волге. В 1931-36 годах активно вели исследования, дискуссии и технико-экономические расчеты различных способов толкания, которые показывали его неоспоримое преимущество перед буксировкой. В 1936-37 годы Горьковский судопроект разработал серию проектов толкачей-буксиров разной мощности, а также барж приспособленных для толкания, однако война отсрочила их внедрение на 15 лет. С начала 1950-х, силами ЦТКБ МРФ, Горьковское ЦКБ МРФ и ЦНИИРФ были разработаны и начали строить новые проекты толкачей и толкаемых составов. В это же период переход на американский метод толкания шёл и на реках всего мира. В 1960-е годы в СССР на толкачах и на баржах были внедрены унифицированные автоматические сцепные устройства. На реках Сибири и Дальнего Востока автоматические сцепы типа УДР (универсальный, двухзамковый, речной) с горизонтальной балкой, на которую сверху надвигали 2 крюка-защёлки толкача, на реках европейской части СССР — сцепы с вертикальной балкой, которую с двух сторон захватывают 2 клешни на толкаче.
В послевоенное время закончился переход от паровых машин к дизельным двигателям и от гребных колёс к винтовым и крыльчатым движителям. Одновременно шло увеличение мощности и уровня автоматизации, благодаря чему, с 1960-х многие новые буксиры уже не имели обязательных вахт в машинном отделении и управлялись одним человеком. В конце XX века начали активное внедрение на буксирах винторулевых (движительно-рулевых) колонок в качестве основного движителя, совмещающих в себе преимущества гребного винта и крыльчатого движителя.
Количество типов и подтипов буксиров сильно выросло и точной классификации не поддаётся, в то же время узкая специализация ограничивает сферы использования судов, поэтому часто создают универсальные буксиры, наиболее удобные для конкретных условий эксплуатации.